# Ге'ея (Гаваї)
Ге'ея (англ. Heʻeia) — переписна місцевість (CDP) в США, в окрузі Гонолулу штату Гаваї. Населення — 5001 особа (2020).

## Географія
Ге'ея розташована за координатами 21°25′15″ пн. ш. 157°49′16″ зх. д. / 21.42083° пн. ш. 157.82111° зх. д. (21.420796, -157.821087).  За даними Бюро перепису населення США в 2010 році переписна місцевість мала площу 8,66 км², з яких 8,00 км² — суходіл та 0,65 км² — водойми.

## Демографія
Згідно з переписом 2010 року, у переписній місцевості мешкали 4963 особи в 1557 домогосподарствах у складі 1300 родин. Густота населення становила 573 особи/км².  Було 1614 помешкання (186/км²).
Расовий склад населення:
| - 39,8 % — азіатів - 24,3 % — білих - 7,4 % — вихідців з тихоокеанських островів - 0,3 % — чорних або афроамериканців - 0,1 % — корінних американців |

До двох чи більше рас належало 27,7 %. Частка іспаномовних становила 5,9 % від усіх жителів.
За віковим діапазоном населення розподілялося таким чином: 19,3 % — особи молодші 18 років, 58,2 % — особи у віці 18—64 років, 22,5 % — особи у віці 65 років та старші. Медіана віку мешканця становила 46,9 року. На 100 осіб жіночої статі у переписній місцевості припадало 94,7 чоловіків;  на 100 жінок у віці від 18 років та старших — 94,5 чоловіків також старших 18 років.
Середній дохід на одне домашнє господарство  становив 126 350 доларів США (медіана — 108 108), а середній дохід на одну сім'ю — 136 403 долари (медіана — 115 341). Медіана доходів становила 70 917 доларів для чоловіків та 56 553 долари для жінок. За межею бідності перебувало 1,1 % осіб, у тому числі 0,0 % дітей у віці до 18 років та 1,9 % осіб у віці 65 років та старших.
Цивільне працевлаштоване населення становило 2083 особи. Основні галузі зайнятості: освіта, охорона здоров'я та соціальна допомога — 31,5 %, публічна адміністрація — 14,3 %, фінанси, страхування та нерухомість — 9,0 %, науковці, спеціалісти, менеджери — 8,4 %.